# بوکهورن
بوکهورن (به آلمانی: Bockhorn, Bavaria) یک شهر در آلمان است که در بایرن واقع شده‌است.

## خصوصیات
بوکهورن ۴۷٫۱۵ کیلومترمربع مساحت دارد ۴۶۰ متر بالاتر از سطح دریا واقع شده‌است.